# (14094) Garneau
(14094) Garneau est un astéroïde de la ceinture principale.

## Description
(14094) Garneau est un astéroïde de la ceinture principale. Il fut découvert le 28 juillet 1997 à Kitt Peak par le projet Spacewatch. Il présente une orbite caractérisée par un demi-grand axe de 2,91 UA, une excentricité de 0,05 et une inclinaison de 3,1° par rapport à l'écliptique.

## Compléments